# Chilo sacchariphagus
Espèce
Chilo sacchariphagus (foreur ponctué de la canne à sucre, ou borer de la canne à sucre) est une espèce d'insectes lépidoptères (papillons) de la famille des crambidés dont la larve se nourrit de cannes à sucre en forant leur base.
Il est originaire de l'Asie du sud et du sud-est, où il existe les sous-espèces Chilo sacchariphagus sacchariphagus (Indonésie, Malaisie, Vietnam), C. sacchariphagus indicus (Inde) et  Chilo sacchariphagus stramineellus (sud de la Chine, Taïwan).
En 1850, il a été introduit à Île Maurice dans des boutures de canne à sucre en provenance de Java, puis à La Réunion vers 1855.
Il est aussi présent à Madagascar et aux Comores. 
En 1999 sa présence a été confirmée en Mozambique dans des plantations de canne à sucre à Mafambisse, puis, en 2001 à Marromeu.
Il est à l'origine d'importantes pertes pour la culture de cette plante en milieu tropical, notamment pour la filière de l'île de La Réunion, où elle réapparaît régulièrement.

## Lutte biologique
Le gouvernement mauricien a introduit 31 espèces de parasitoides pour lutter contre Chilo sacchariphagus, seulement deux ont été introduits avec succès, Trichogramma australicum et Cotesia flavipes.

## Taxonomie

### Synonymes
- Procera sacchariphagus - Bojer, 1856
- Borer saccharellus - Guenée, 1862
- Chilo mauriciellus - Walker, 1863
- Diatraea striatalis - Snellen, 1891
- Chilo venosatus- Walker, 1863

### Sous-espèces
Selon Catalogue of Life (15 août 2013) :
- Chilo sacchariphagus indicus Kapur, 1950
- Chilo sacchariphagus stramineella Caradja, 1926